# 萨克森哈根
萨克森哈根（德語：Sachsenhagen，發音：[zaksn̩ˈhaːɡn̩] ⓘ）是德国下萨克森州绍姆堡县的城市，面积15.29平方千米，2023年12月31日人口为1,973人。